# Eremopterix verticalis
Eremopterix verticalis é uma espécie de ave da família Alaudidae.
Pode ser encontrada nos seguintes países: Angola, Botswana, República Democrática do Congo, Lesoto, Namíbia, África do Sul, Zâmbia e Zimbabwe.
Os seus habitats naturais são: matagal árido tropical ou subtropical e campos de gramíneas subtropicais ou tropicais secos de baixa altitude.